# UNO-Wasserkonferenz

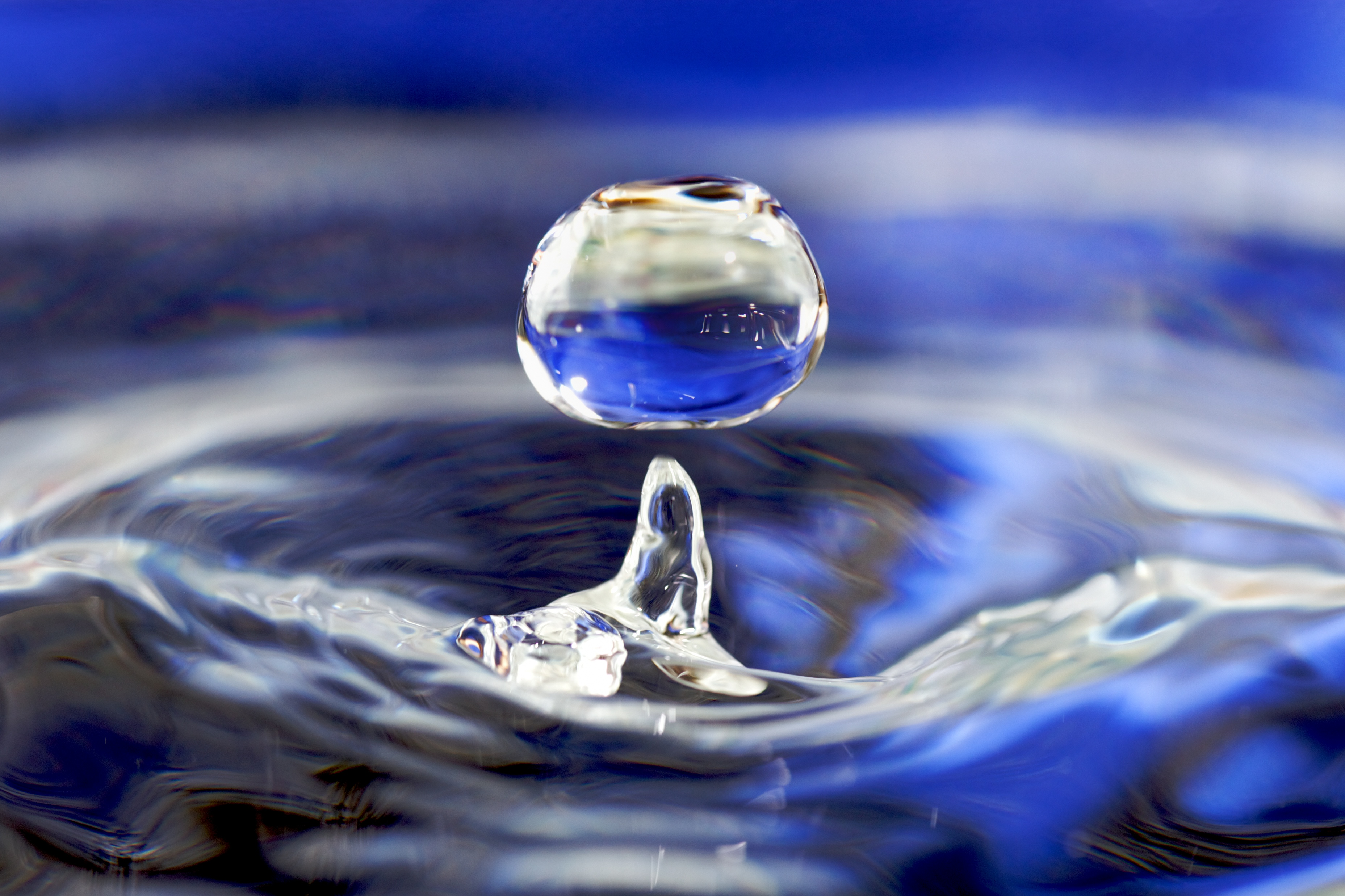
Wasser, Grundlage irdischen Lebens („Waterdrop“)

Logo der UN-Water

Die UNO- bzw. UN-Wasserkonferenz (auch Weltwasserkonferenz) ist eine von der UN-Unterorganisation UN-Water organisierte Konferenz der Vereinten Nationen, die sich ausschließlich dem Thema „Wasser“ widmet. Die erste Konferenz fand 1977 in Mar del Plata, dem größten Seebad Argentiniens statt, die zweite zum jährlich weltweit begangenen Weltwassertag (22. März) vom 21. bis 24. März 2023 im UNO-Hauptquartier in New York City.
Die Weltwasserkonferenz ist keine UN-Vertragsstaatenkonferenz, hier werden keine völkerrechtlich bindenden Abkommen verhandelt, sondern lediglich unverbindliche Aktionspläne verabschiedet. Sie ist dennoch vergleichbar mit der jährlich stattfindenden UN-Klimakonferenz oder den zweijährlichen UN-Vertragsstaaten-Konferenzen zur UN-Biodiversitätskonvention.

## Aufgabenstellungen

Logo der 17 UN-Nachhaltigkeitsziele (SDGs)

Die 17 SDGs mit ihren einzelnen eigenen Logos

Logo des UN-Nachhaltigkeits-Ziel 6 „Sauberes Wasser und Sanitäreinrichtungen [für Alle]“

Mehr als 70 Prozent der Erdoberfläche sind mit Wasser bedeckt. Dabei bleibt der irdische Wasser-Gesamtvorrat stets gleich groß; der für den menschlichen Genuss brauchbare Anteil der Reservoire („Trinkwasser“) schrumpft allerdings durch Degradation zunehmend: Für Menschen und Tiere sowie die Landwirtschaft nutzbar wurden Stand 1977 lediglich 2,6 % der 1,4 Billionen Liter des weltweit vorhandenen Wassers angegeben, während sich 97,4 % der Gesamtmenge als Salzwasser in den Ozeane befänden. Vom verbleibenden kleinen Süßwasser-Anteil ruhe verfügbar lediglich 1 % in Seen und Flüssen; der Rest sei in Gletschern und Eisbergen oder als Grundwasser in der Erdtiefe gebunden.
Unter anderem existieren weltweit länderübergreifend ca. 400 unterirdische Aquifere (Grundwasserleiter) ohne jeweilige entsprechende zwischenstaatliche Vereinbarungen über (nachhaltige) Nutzung, Ausbeutung oder Bewahrung.

### Zugang zu Wasser
Verteilung und Nutzung des lebens-bedingenden Rohstoffs H2O sind sehr ungleich: 1977 z. B. wurden in den Industrieländern im Tagesdurchschnitt 300 bis 900 Liter pro Kopf verbraucht, die Bevölkerung in vielen „Entwicklungsländern“ musste sich mit 4,5 l pro Kopf und Tag begnügen, dabei mit oft schlechter Qualität.
Nach einer im Vorfeld der Weltwasserkonferenz 2023 vom in Kanada residierenden UNO-Institut für Wasser, Umwelt und Gesundheit veröffentlichten Studie untergräbt die – industriell forcierte – Trinkwasserversorgung mit Plastikflaschen die globale Wasserversorgung und die UNO-Ziele für nachhaltige Entwicklung („Nachhaltigkeitsziele“, SDGs).
Bereits 2011 hatte die UNO darauf hingewiesen, dass in den Metropolen Afrikas 55 Mio. Menschen keinen Zugang zu trinkbarem Wasser hätten – bald doppelt so viele wie 1990 (30 Mio.), beim weltweit stärksten Bevölkerungswachstum in Städten.

### Wasserqualität: Hygiene, Krankheiten, Tod

Prozentsatz von Gewässern mit guter Wasserqualität, kontinental, weltweit (2020)

1977 wurde als Folge schlechter Wasserqualität (oder ungenügender Abwasserentsorgung) bzw. wegen Wassermangels der Befall von rund 250 Mio. Menschen mit Krankheiten angegeben, darunter Augenkrankheiten, Cholera, Typhus sowie verschiedene des Darms.
2023 wies die UNO darauf hin, dass in diesem Zusammenhang sowie infolge des menschengemachten weltweiten Klimawandels  die Leben von rund 190 Mio. Kindern in zehn Ländern West- und Zentralafrikas gefährdet sei, darunter Benin, Kamerun, Mali, Niger und Somalia; hier habe fast ein Drittel der Kinder zu Hause keinen Zugang zu wenigstens einer Basisversorgung mit sauberem Wasser, zwei Drittel nicht einmal einfache sanitäre Einrichtungen: 25 % der Kinder hätten keine andere Wahl, als im Freien „auf die Toilette“ zu gehen. Auch die Hygiene sei eingeschränkt, da 75 % der Kinder z. B. ihre Hände zu Hause nicht mit Wasser und Seife reinigen könnten.
Laut UN-Kinderhilfswerk UNICEF stürben „täglich  weltweit mehr als tausend Kinder unter fünf Jahren an Krankheiten, die durch verschmutztes Wasser, fehlende Sanitäreinrichtungen und mangelnde Hygiene verursacht werden“ (2023).
Mineralien-haltiges Wasser aus unterirdischen Seen z. B. hat sich als umweltschädlich erwiesen: Landwirtschaftliche Bewässerung damit nach entsprechenden, teils schwierigen Bohrungen ergab lediglich einige Ernten, bis die so gewässerten Ackerböden – mit Mineralsalzen kontaminiert – für immer erschöpft waren.

### Wassermangel
Wasserknappheit wird zunehmend auch zum Auslöser gewalttätiger Konflikte. Beispielsweise haben Angriffe auf Wasseranlagen in Burkina Faso als Taktik zur Vertreibung zugenommen: Hier wurden 2022 Angaben zufolge 58 Wasserstellen angegriffen, im Vergleich zu drei im Jahr 2020. Infolgedessen hätten dort 2022 mehr als 830.000 Personen den Zugang zu sauberem Trinkwasser verloren.
Im Vorfeld der Weltwasserkonferenz 2023 warnte UNICEF-Programmdirektor Sanjay Wijesekera, dass insbesondere der Kontinent Afrika vor einer Wasserkatastrophe stehe: mit verheerenden Stürmen, Überschwemmungen und historischen Dürren, die bereits jetzt Einrichtungen und Häuser zerstörten, Quellen kontaminierten, Hungersnöte verursachten und Krankheiten verbreiteten. Er benannte hier eine „dreifache Wasserkrise“ aufgrund des Mangels in der Trinkwasser- und Sanitärversorgung, der hohen Kindersterblichkeit durch Krankheiten wegen schmutzigen Wassers sowie wegen hoher Klima- und Umweltrisiken.

### Wasserverbrauch
Angesichts des globalen Klimawandels mit unter anderem sich verstärkenden Dürren sollte der globale Wasserverbrauch eigentlich reduziert werden; 2023 steigt der Verbrauch jedoch laut dem UNO-Weltwasserbericht 2023 nach wie vor um 1 % pro Jahr.

## 1977 in Mar del Plata

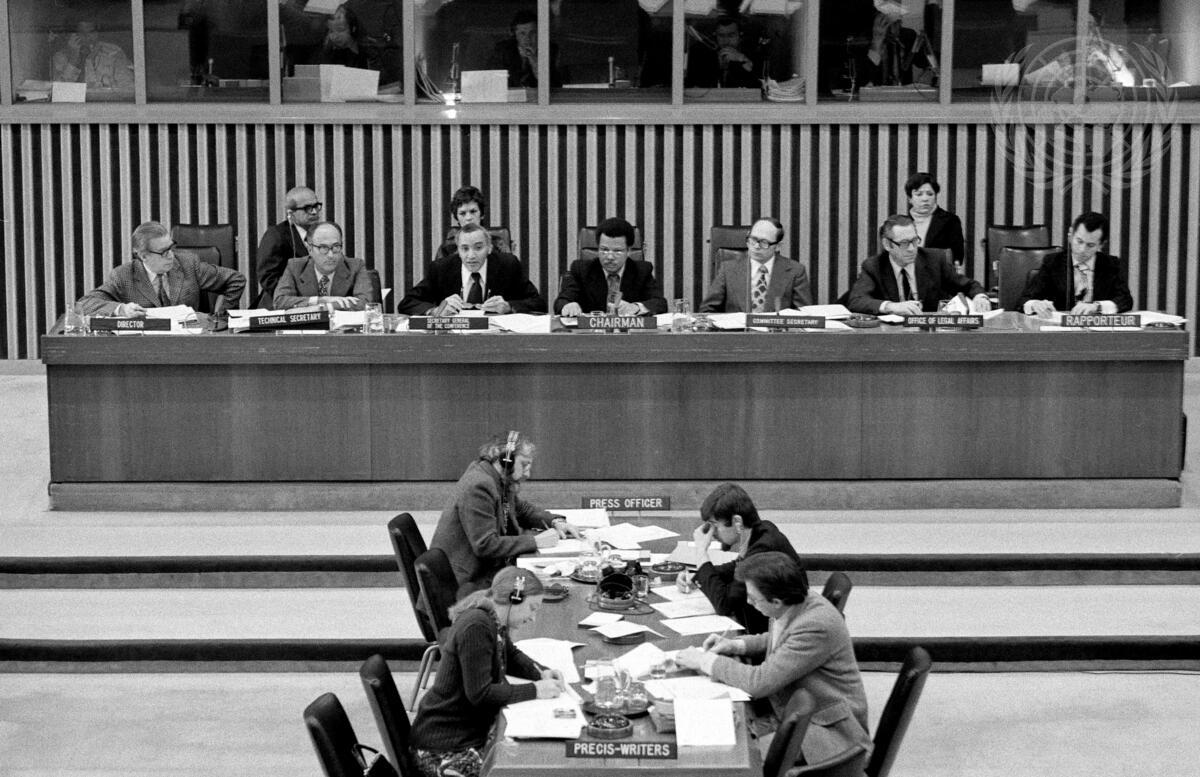
Eröffnung der UN-Wasserkonferenz 1977 in Mar del Plata

1977 fand die erste UN-Wasserkonferenz mit Delegationen aus rund 150 Ländern im argentinischen Seebad Mar del Plata statt.

### Ergebnisse
In Mar del Plata gewann man die Erkenntnis, dass noch vor der Erschöpfung der Erdölreserven der Menschheit das Trinkwasser ausgehen könnte: Man schätzte, dass spätestens im Jahr 2000 Wasser weltweit so knapp und kostbar sein würde wie damals bereits Erdöl und dass die Weltbevölkerung sich bis 2000 verdoppelt und ihr Wasserbedarf sich bis dahin mindestens vervierfacht haben werde.
Hier wurden z. B. Sparmaßnahmen für die Industrieländer erörtert, die damals bis zu 50 % ihres Trinkwassers in undichten Rohrleitungen versickern ließen; darüber hinaus wurden Pläne für bessere Bewässerungssysteme in Dürregebieten entworfen: Es sollten „narrensichere“ Pumpen entwickelt werden, Spezial-Satelliten neue Quellen erkunden und die Wissenschaft verschiedener Fachrichtungen die Umweltsituation in den Wassermangel-Regionen analysieren.

## 2023 in New York

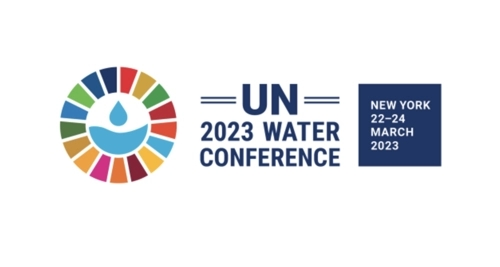
Logo der Weltwasserkonferenz 2023

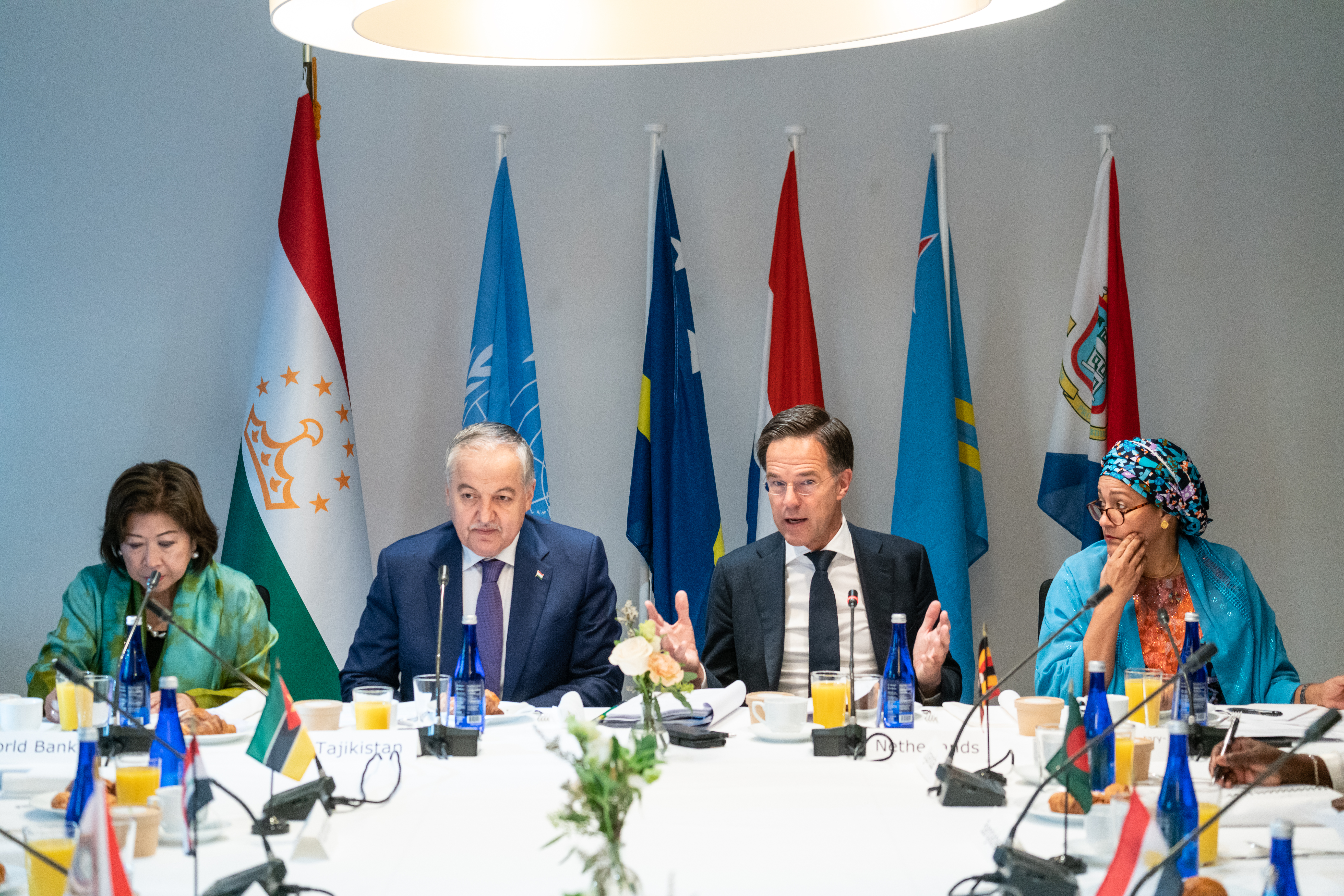
Ein „Runder Tisch auf hoher Ebene“; 2. von rechts Mark Rutte, Ministerpräsident der Niederlande

Die Weltwasserkonferenz 2023 fand statt mit dem Fokus auf der Umsetzung des Menschenrechts auf Wasser- und Sanitärversorgung (UN-Resolution 64/292). Außerdem wurde eine Zwischenbilanz zur Halbzeit der UN-Dekade Wasser für eine nachhaltige Entwicklung von 2018 bis 2028 gezogen, wozu auch das UN-Nachhaltigkeitsziel 6 zählt: bis 2030 die Verfügbarkeit und nachhaltige Bewirtschaftung von Wasser und eine Sanitärversorgung für alle zu gewährleisten.
Für die von den Niederlanden und Tadschikistan im UNO-Hauptquartier ausgerichtete Versammlung wurden rund 6.500 Teilnehmende erwartet, darunter 20 Staatsoberhäupter und Regierungschefs, dutzende Minister sowie hunderte Vertretende aus Wirtschaft und Zivilgesellschaft. Letztendlich waren ungefähr 10.000 Teilnehmende anwesend. Die Konferenz war die erste ihrer Art seit 1977.
Zur Eröffnung meinte UN-Generalsekretär António Guterres angesichts einer weltweit drohenden Wasserkrise alarmierend, die Welt sei in großen Schwierigkeiten: „Wir haben den Wasserkreislauf durchbrochen, Ökosysteme zerstört und Grundwasser verseucht“. Fast drei von vier Naturkatastrophen stünden im Zusammenhang mit Wasser. Laut dem ebenfalls teilnehmenden österreichischen Landwirtschaftsminister Norbert Totschnig haben 3,6 Mrd. Menschen, also knapp die Hälfte der Weltbevölkerung keine sichere Sanitärver- bzw. -entsorgung.

### Deutschland
Die deutsche Bundesumweltministerin Steffi Lemke wies darauf hin, dass Dürren, Überschwemmungen und Wasserverschmutzung die gesamte globale Entwicklung und das auf der UN-Klimakonferenz in Paris 2015 verabschiedete Klimaziel gefährdeten; sie forderte die Zusammenarbeit der Weltgemeinschaft, regelmäßige UN-Wasserkonferenzen und einen UN-Sondergesandten für Wasser und bezeichnete in einer Erklärung Klimakrise, Artensterben und „Verschmutzungskrise“ als die drei ökologischen Krisen unserer Zeit.
Kurz vor der Konferenz in New York hatte die deutsche Bundesregierung die erste Nationale Wasserstrategie mit der Einbeziehung aller Wasser-relevanten Wirtschaftssektoren wie Landwirtschaft, Naturschutz, Verkehr oder Industrie beschlossen.

### Ergebnisse
Die Weltwasserkonferenz 2023 endete mit der Verabschiedung eines Aktionsplans, der nahezu 700 Selbstverpflichtungen im Wert von rund 750 Mrd. Dollar beinhaltet – mit Plänen zum Trinkwassermanagement in Afrika bis zu lokalem und internationalem Biotopschutz.
Hier werden z. B. „Zusagen für den Bau von Toiletten und Maßnahmen für ausgetrocknete Regionen“ genannt; außerdem wollen mehrere Länder Afrikas und Lateinamerikas nun bis 2030 300.000 km Flusssysteme und 350 Millionen Hektar Feuchtgebiete renaturieren, laut UNO die bislang größte Initiative zur Rettung von Süßwasser-Ökosystemen – im Angesicht zunehmender Wasserknappheit die mit am stärksten bedrohten Ökosysteme weltweit.

## Folgekonferenz
Nachdem UNO-Generalsekretär Guterres zum Abschluss der UN-Water 2023 noch einmal zu entschlossenem Handeln aufgefordert hatte, soll eine Folgekonferenz im Jahr 2025 untersuchen, ob in New York gemachte Zusagen auch tatsächlich umgesetzt werden.

## Weiteres

### 6. Sachstandsbericht Weltklimarat
Am 20. März 2023 wurde die in Interlaken (CH) verabschiedete Synthese zum 6. Sachstandsbericht des „Weltklimarats“ veröffentlicht.

### Weltwasserbericht
Seit 2014 veröffentlicht die UNO jährlich zum Weltwassertag am 22. März den „Weltwasserbericht“.

### Weitere „Weltwasserkonferenzen“
- 2001 in Berlin[14]
- 2008 in Stockholm[15]
- 13. Juni 2019: Im Hotel Bayerischer Hof München[16]

### Weltwasserwoche
Praktisch zeitgleich zur 2. Weltwasserkonferenz 2023 in New York war zum Weltwassertag 2023 eine „Weltwasserwoche“ ausgerufen worden mit Veranstaltungen vom 20. bis 24. August online sowie in Präsenz in Stockholm.